# Leptotarsus (Tanypremna) calliope
Leptotarsus (Tanypremna) calliope is een tweevleugelige uit de familie langpootmuggen (Tipulidae). De soort komt voor in het Neotropisch gebied.